# Hamilton Bohannon
Hamilton Frederick Bohannon (Newnan, 7 marzo 1942 – Atlanta, 24 marzo 2020) è stato un batterista, compositore, produttore discografico, band leader e arrangiatore statunitense; considerato una delle figure chiave della musica disco degli anni settanta.

## Discografia

### Album in studio
| Etichetta        | Anno | Titolo                      | N. di catalogo |
| ---------------- | ---- | --------------------------- | -------------- |
| Dakar Records    | 1973 | Stop & Go                   | DK 76903       |
| Dakar Records    | 1974 | Keep On Dancin'             | DK 76910       |
| Dakar Records    | 1975 | Insides Out                 | DK 76916       |
| Dakar Records    | 1975 | Bohannon                    | DK 76917       |
| Dakar Records    | 1976 | Dance Your Ass Off          | DK 76919       |
| Dakar Records    | 1976 | Gittin' Off                 | DK 76921       |
| Mercury Records  | 1977 | Phase II                    | SRM-1-1159     |
| Mercury Records  | 1978 | On My Way                   | SRM-1-3710     |
| Mercury Records  | 1978 | Summertime Groove (#2 Can.) | SRM-1-3728     |
| Mercury Records  | 1979 | Cut Loose                   | SRM-1-3762     |
| Mercury Records  | 1979 | Too Hot To Hold             | SRM-1-3778     |
| Mercury Records  | 1980 | Music In The Air            | SRM-1-3813     |
| Phase II Records | 1980 | One Step Ahead              | JW 36867       |
| Phase II Records | 1981 | Going For Another One       | JW 37076       |
| Phase II Records | 1981 | Alive                       | JW 37699       |
| Phase II Records | 1982 | Bohannon Fever              | JW 38113       |
| Compleat Records | 1983 | Make Your Body Move         | CPL-1-1003     |
| Compleat Records | 1983 | The Bohanon Drive           | CPL-1-1005     |
| MCA Records      | 1989 | Here Comes Bohannon         | MCA 42310      |

### Antologie
| Etichetta  | Anno | Titolo           | N. di catalogo |
| ---------- | ---- | ---------------- | -------------- |
| Southbound | 1990 | It's Time To Jam | SEW 033        |

### Album usciti con nomi alternativi
| Etichetta         | Anno | Titolo              | N. di catalogo | Titolo originale |
| ----------------- | ---- | ------------------- | -------------- | ---------------- |
| Brunswick Records | 1974 | South African Man   | 640 050        | Keep On Dancin'  |
| Brunswick Records | 1975 | The Mighty Bohannon | 840 073        | Bohannon         |

### Singoli
| Anno | Singolo                                              | Posizione in classifica | Posizione in classifica | Posizione in classifica | Posizione in classifica |
| Anno | Singolo                                              | US Pop                  | US R&B                  | Can D.U.                | UK                      |
| ---- | ---------------------------------------------------- | ----------------------- | ----------------------- | ----------------------- | ----------------------- |
| 1973 | "Stop & Go"                                          | -                       | -                       | -                       | -                       |
| 1974 | "South African Man"                                  | -                       | 78                      | -                       | 22                      |
| 1975 | "Foot Stompin Music"                                 | 98                      | 39                      | -                       | 23                      |
| 1975 | "Disco Stomp"                                        | -                       | 62                      | -                       | 6                       |
| 1975 | "Happy Feeling"                                      | -                       | -                       | -                       | 49                      |
| 1976 | "Bohannon's Beat"                                    | -                       | 65                      | -                       | -                       |
| 1977 | "Bohannon Disco Symphony"                            | -                       | 67                      | -                       | -                       |
| 1978 | "Let's Start the Dance"                              | 101                     | 9                       | 1                       | 56                      |
| 1979 | "Me and the Gang"                                    | -                       | 82                      | -                       | -                       |
| 1979 | "Cut Loose"                                          | -                       | 43                      | -                       | -                       |
| 1979 | "The Groove Machine"                                 | -                       | 60                      | -                       | -                       |
| 1980 | "Baby I'm For Real"                                  | -                       | 54                      | -                       | -                       |
| 1980 | "Throw Down the Groove"                              | -                       | 59                      | -                       | -                       |
| 1980 | "Dance, Dance, Dance All Night"                      | -                       | 76                      | -                       | -                       |
| 1981 | "Don't Be Ashame To Call My Name"                    | -                       | 54                      | -                       | -                       |
| 1981 | "Goin' For Another One"                              | -                       | 91                      | -                       | -                       |
| 1981 | "Let's Start II Dance Again" feat. Dr. Perri Johnson | -                       | 41                      | -                       | 49                      |
| 1982 | "I've Got the Dance Fever"                           | -                       | 72                      | -                       | -                       |
| 1982 | "The Party Train"                                    | -                       | 69                      | -                       | -                       |
| 1983 | "Make Your Body Move"                                | -                       | 63                      | -                       | -                       |
| 1983 | "Wake Up"                                            | -                       | 87                      | -                       | -                       |